# 商売往来
商売往来（しょうばいおうらい）とは、江戸時代に流布した往来物である。商業に必要な語彙やそれに関する知識、そして商人の心がまえを説いた、おもに商人に対して作られた初等教科書である。堀流水軒が1694年（元禄7年）に上梓（）されたものが最古とされている。この書の成功により、多くの類書を生み、「商売往来」は一つのジャンルを指す言葉としても用いられた。

## 概要
江戸時代前期から明治時代初期にかけて発展し、語彙を羅列したものだけのもの、読み仮名や返り点を加えたもの、語彙に解説を加えたもの、図画を加えたものなど、さまざまに種類を増やした。これら商売往来系の往来物は、実業に関する往来物（商業、農業、工業などの職業に関するもの）のなかでもっとも早く成立し、多くの往来物の編集方法や内容に大きな影響を与えたといわれる。

## 作者・成立
作者は、上方の手習い師匠であった堀流水軒。成立は、正確な年は不明だが、広島県三次市立図書館にある版本の本文末尾に「元禄七年五月中旬」とあり、1694年（元禄7年）頃に成立したと考えられる。

## 内容
1694年（元禄7年）に成立した初期の商売往来には、商業に関する語彙、全361単語が内容として収められていた。以下に示すとおり、その内容は商品に関するものが圧倒的に多く、商人の子供にとって、商品の名前を学ぶことが重要視されていたことが分かる。
- 取引に関する記録文字等：25語彙
- 貨幣名：8語彙
- 商品に関するもの：296語彙
- 商人生活の心得に関するもの：32語彙